# كوكتيبيل
كوكتيبيل (بالأوكرانية:Коктебель) واحد من أهم المُنتجعات السياحية الأكثر شعبية في جنوب شرق شبه جزيرة القرم. يقع كوكتيبل على شاطئ البحر الأسود في منتصف المسافة تقريبا بين فيودوسيا وسوداك. وأصل الكلمة تركية: وتعني «أرض التلال الزرقاء»، حيث تعني كوك «السماء الزرقاء» والتوب «تلة» أو «جبل».

بانوراما